# Tokpa-Avagoudo
Tokpa-Avagoudo är ett arrondissement i kommunen Allada i Benin. Den hade 3 535 invånare år 2002.